# Loxosomella claviformis
Loxosomella claviformis är en bägardjursart som först beskrevs av Walter Douglas Hincks 1880.  Loxosomella claviformis ingår i släktet Loxosomella och familjen Loxosomatidae. Inga underarter finns listade i Catalogue of Life.